# Startgrind
Startgrind är en beteckning för en mekanism som blockerar startlinjen inom olika sporter eller idrotter vars uppgift är att se till att alla deltagare startar samtidigt, att tiden som tas startar när deltagaren startar, att deltagaren inte tjuvstartar eller kombinationer av dessa. Det finns olika utformningar beroende på vilken sport eller idrott det gäller och vilken funktion startgrinden har. Dels finns det startgrindar som mekaniskt hindrar deltagaren från att starta och som öppnas när starten går, dels finns det startgrindar som sätter igång tidtagningen eller noterar tiden när deltagaren öppnar den.
Startgrindar förekommer exempelvis inom hästsport, bancykling, mountainbike, skicross längdskidåkning, utförsåkning och kanot där grinden öppnas (i fallet med bancykling släpper taget om bakhjulet) så att deltagaren kan starta.

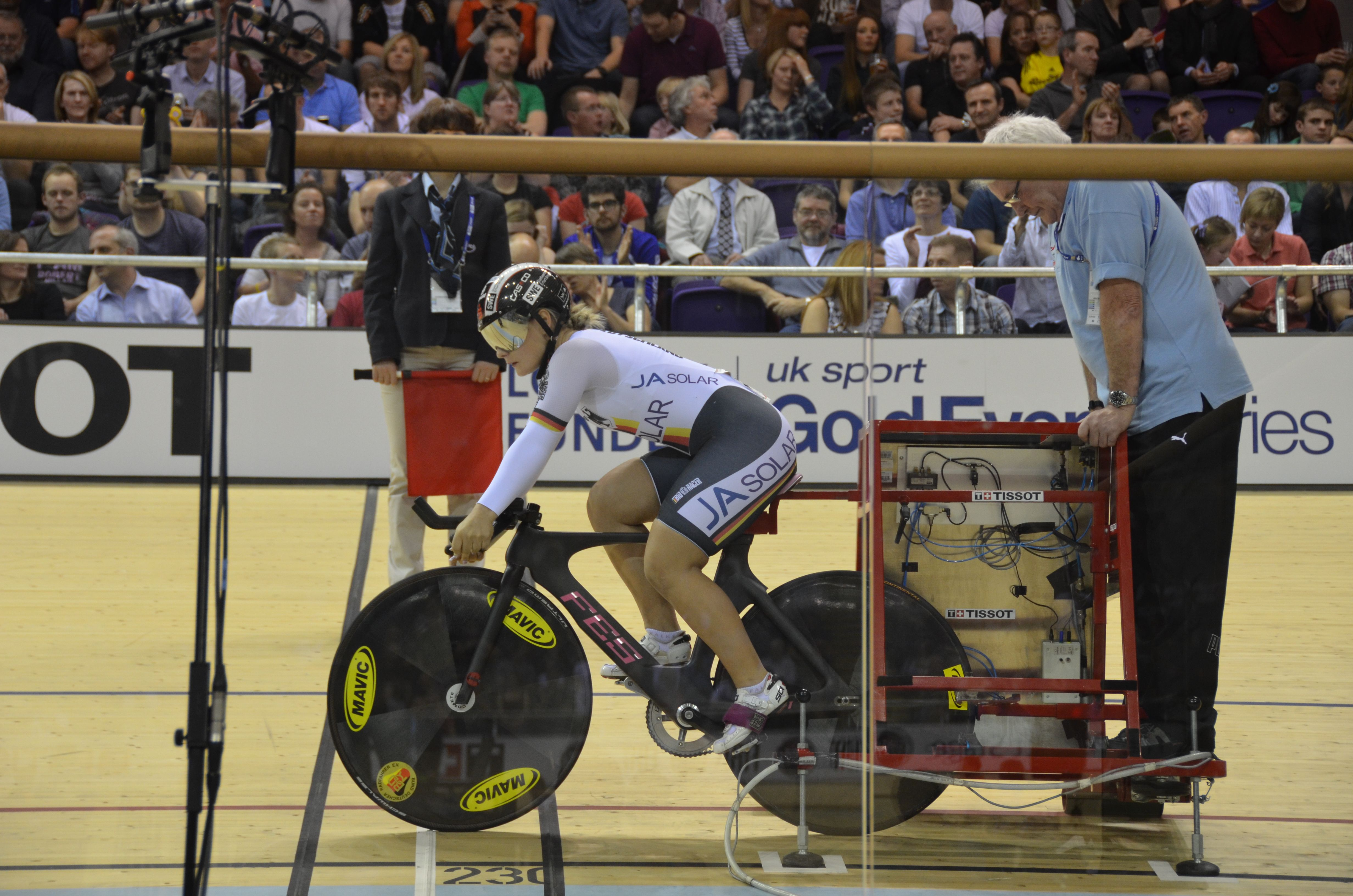
Startgrind som håller fast bakhjulet i bancykling.
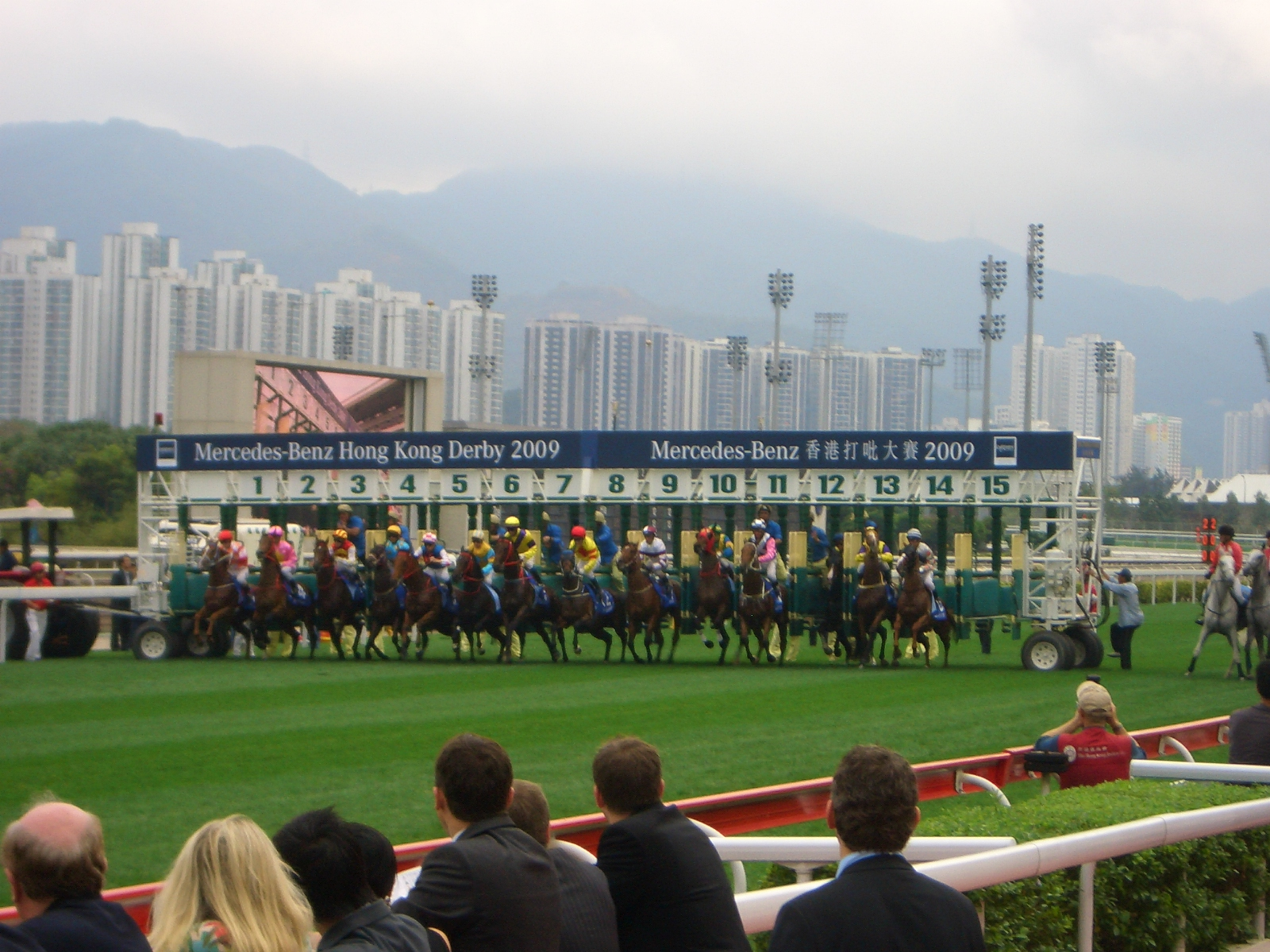
Hästar som lämnar startgrindarna i ett galopplopp.
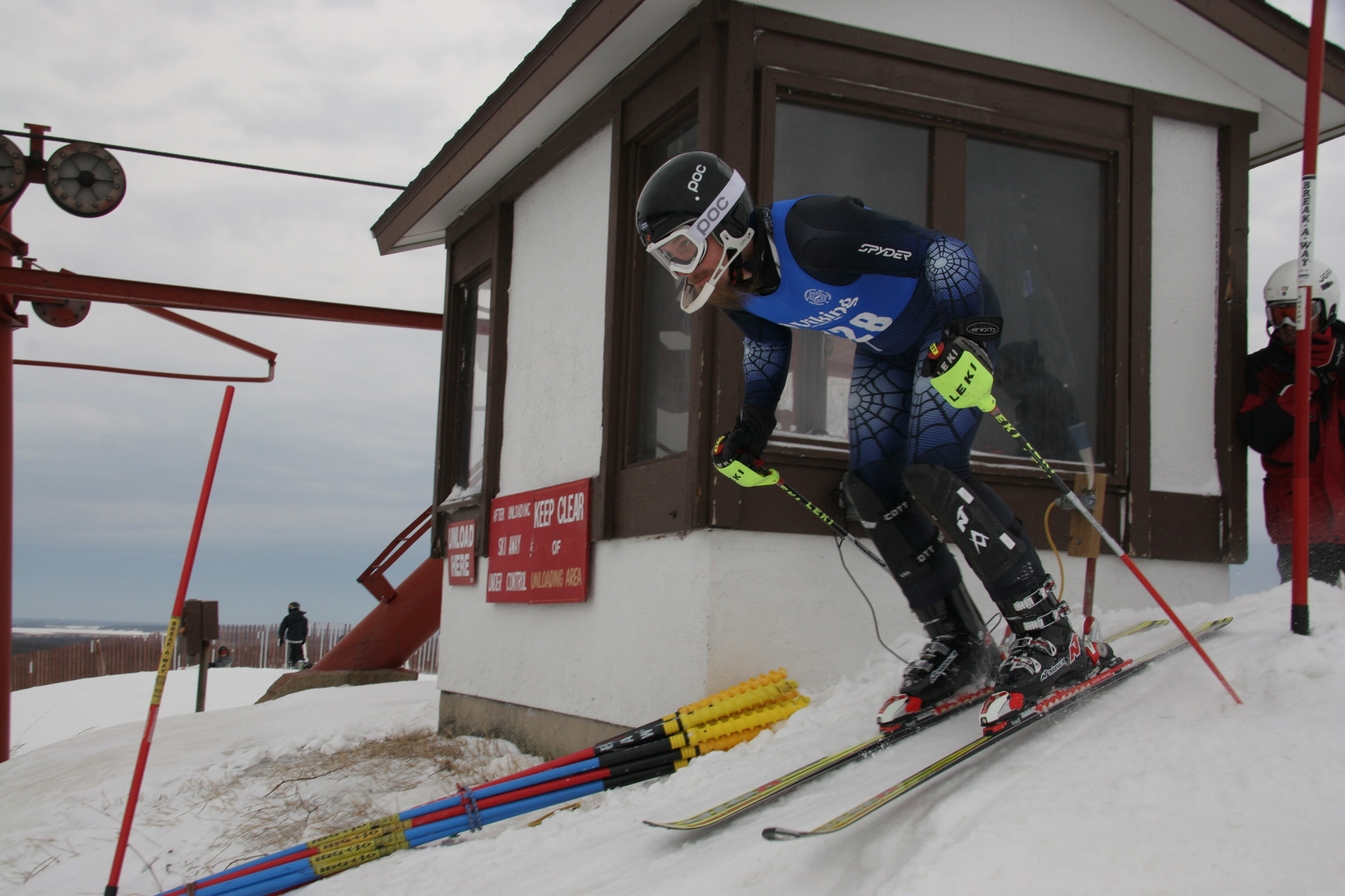
Utförsåkare som bryter startgrinden.
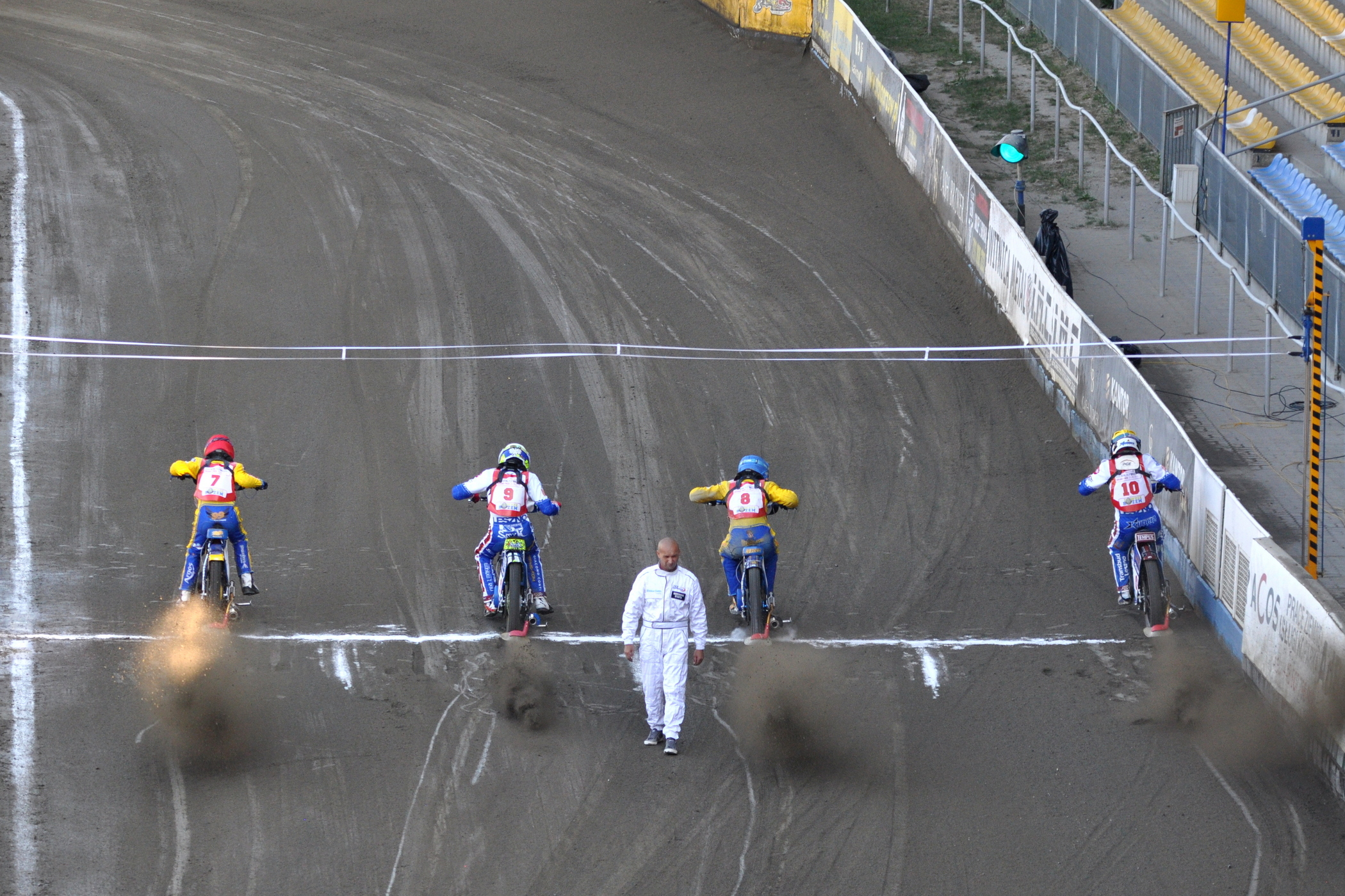
Startgrinden (de vita repen) har höjts och ett speedwaylopp går igång.
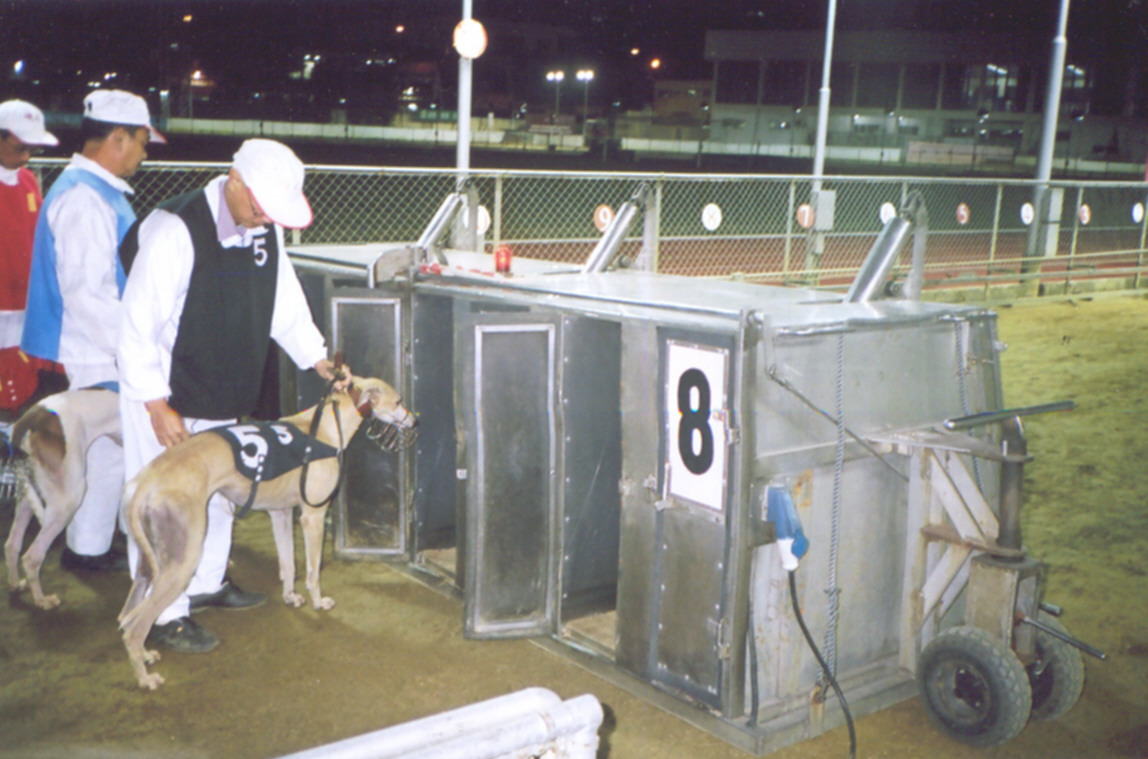
Startburarna vid ett hundkapplöpningslopp kan betraktas som en typ av startgrindar.